# Hamilton Green
Hamilton Green (né le 9 novembre 1934 à Georgetown) est un homme politique du Guyana, Premier ministre de son pays du 6 août 1985 au 9 octobre 1992.

## Biographie
Hamilton Green est né à Georgetown où son père est pharmacien. Il suit l'intégralité de ses études dans sa ville natale.
En 1962, il devient le secrétaire général du Congrès national du peuple et un proche de Forbes Burnham. Quand Desmond Hoyte devient président du Guyana, il nomme Green comme Premier ministre.
Après la défaite du PNC en 1992, Green abandonne son poste de Premier Ministre. Il entre alors en conflit avec Desmond Hoyte, ancien président du Guyana resté leader du PNC. Ce dernier le fait exclure du parti en 1993, Green attaque le PNC devant la justice en mars 1993. 
À la suite de cela, il a formé son propre parti, le Forum for Democracy en 1994 et c'est sous cette étiquette qu'il remporte la mairie de Georgetown qu'il dirige jusqu'en 2016. 